# یواس‌اس سی پی ویلیامز (۱۸۶۱)
یواس‌اس سی پی ویلیامز (۱۸۶۱) (به انگلیسی: USS C. P. Williams (1861)) یک کشتی بود که طول آن ۱۰۳ فوت ۸ اینچ (۳۱٫۶۰ متر) بود.